# 韓国における2019年コロナウイルス感染症の流行状況
韓国における2019年コロナウイルス感染症の流行状況（かんこくにおける2019ねんコロナウイルスかんせんしょうのりゅうこうじょうきょう）では、韓国における新型コロナウイルス感染症（COVID-19）の流行状況について本項目で述べる。
2021年12月現在、日本にとって身近な国である韓国では首都のソウルを中心に新型コロナウイルスの感染の拡大が続いている。なお、2021年まではソウルは日本の首都の東京特別区に次いで、統計に疑問がある中国の首都の北京を除いた東アジアの都市では、2番目に累積が多かった。2022年の大統領選挙の選挙運動で蔓延が活発化し、1月26日には始めて1万人を越えると、同年2月2日には2万270人、5日には36362万人、9日には4万9567人、10日には5万4122人、15日には9万443人、18日には10万9831人、23日に17万1271人、3月2日には21万9241人、12日には38万3665人、15日夜には44万1423人、16日には新規感染者がとうとう60万1328人に達し、また累計死者数も国内で初の感染者が発生してから約782日、満2年一ヶ月余りで1万人を超えるなど世界最悪レベルの感染状況となった。

## 感染の拡大

### 2020年1月
19日、35歳の中国人女性が仁川国際空港から入国した際、発熱があるためすぐに病院で隔離された。18日から症状があったという。検査の結果、新型コロナウイルスに感染していたことが判明した。
24日、新たに1人の感染が確認された。患者は武漢市で働く55歳の韓国人男性で、1月10日から風邪のような症状があり現地の医療機関を受診したが、22日に金浦国際空港から入国した際に発熱・喉の痛みがあったため病院で隔離された。
26日には、20日に武漢市から韓国へ帰国した54歳の韓国人男性の感染が確認された。
27日、同じく20日に武漢市から韓国に帰国した京畿道平沢市在住の57歳の男性の感染が確認された。
30日、32歳と56歳の男性2人の感染が確認され、うち1人は国内で感染したとみられる。同日、韓国政府は忠清南道牙山市と忠清北道鎮川郡の公共施設2箇所を帰国者の一時隔離施設として指定したが、鎮川郡の一部住民は激しく反発していた。
31日、新たに4人の感染が確認され、うち3人は濃厚接触による感染で、2人は3次感染者だとみられる。

### 2020年2月
2月1日、19日に金浦国際空港から入国した49歳の中国人男性の感染が確認された。患者は日本でツアーガイドとして働き、日本国内で感染者と接触したとみられる。
2月2日、新たに3人の感染が確認された。
2月4日、1月19日にタイから韓国に戻った42歳の韓国人女性の感染が確認された。また、同日より、感染者の1人が訪れた光州広域市の病院も封鎖された。
2月5日、新たに3人の感染が確認され、うち2人はシンガポールのグランド・ハイアット・シンガポールで同じ国際会議に参加したという。
2月6日、新たに4人の感染が確認され、うち3人は感染者の家族である。
2月7日、武漢からチャーター機で帰国した韓国人のうち、1人の感染が確認された。
2月9日、新たに感染者の家族である73歳女性ら3人の感染が確認された。
2月10日、新たに1人の感染が確認された。
2月13日、韓国の文在寅大統領は、「国内での防疫管理はある程度安定的な段階に入ったようで、コロナ19は間もなく終息となるでしょう」と発言した。
2月16日、新たに80代男性1人の感染が確認された。
2月17日、前日に感染が確認された男性の妻の感染も確認された。2人とも感染経路不明である。
2月18日、新たに大邱市に住んでいる61歳女性1人の感染が確認された。国外渡航歴はなかったという。当該患者は約10日前に検査を勧められたが、検査を拒否し教会の礼拝などに参加したと見られる。
2月19日、大邱市と慶尚北道永川市で合わせて20人の感染が確認され、うち14人は前日に感染が確認された女性と同じく新天地イエス教証しの幕屋聖殿の教会に通っていた。同日夜、慶尚北道清道郡の病院の入院患者2人の感染が確認された。また、ソウル市城東区と京畿道でも2人の感染も確認された。
2月20日、前日の夜の2人を含めて大邱市と慶尚北道で合わせて51人の感染が確認され、うち30人は集団感染が確認された教会に通っていた。慶尚北道清道郡の大南病院で感染が確認された13人のうち、63歳の男性1人が19日に死亡、20日に感染が確認された。ハンギョレの報道によると、当該病院は新天地イエス教の教祖、李万煕の兄が1月末に死亡して葬儀を行った場所であり、当時に中国から来た教徒も多数出入りしたとみられる。
同日、休暇で大邱を訪れた済州島駐在の韓国海軍兵士1人も一次検査で陽性反応が出た。また、ソウル市と全羅北道金堤市でそれぞれ1人の感染が確認された。同日、駐韓米軍は大邱基地（キャンプ・ヘンリー）を一時閉鎖し、韓国駐在軍人の大邱旅行を禁止した。
2月21日未明、済州道駐在の海軍兵士の感染が公式確認された。同日、忠清南道鶏龍市駐在の韓国空軍中尉1人、忠清北道曽坪郡駐在の韓国陸軍大尉1人も感染が確認された。また、新天地教会関連の感染者は大邱市、ソウル市、光州市、慶尚北道、釜山市、慶尚南道などで85人が確認され、同日16時までに全国で合計100名の感染者が確認された。同日夜、先日死亡者が出た慶尚北道清道郡の大南病院から釜山大病院に搬送された55歳の女性1人が死亡。同日、韓国政府は大邱広域市と慶尚北道清道郡を「感染病特別管理地域」に指定した。
2月22日、新たに229人の感染が確認され、うち新天地教会の関係者は合計231人となった。また、21日に慶尚北道慶州市の自宅で死亡した41歳男性の死体検査の結果、感染が判明したため、当該男性は3番目の死者となった。
2月23日で、新たに169人の感染が確認され、うち新天地教会の関係者は95人である。また、慶尚北道清道郡の大南病院で57歳男性1人、大邱市の慶北大病院で新天地教会関係者の57歳女性1人、大南病院から東国大慶州病院に転院した59歳男性1人が死亡した。
2月24日、新たに231人の感染が確認され、うち新天地教会の関係者は174人である。また、大南病院関係者1人が慶北大病院で死亡、1人が大邱市内の漆谷慶北大病院で死亡。同日、大邱西区保健所の感染予防医学チーム長も新天地教会の信者で、感染していることがわかった。また、未来統合党所属の数名国会議員は2月19日に、感染が確認された韓国教員団体総連合会の会長と同じ会議に参加したため、午後に予定の国会本会議が取り消された。
2月25日、新たに144人の感染が確認された。同日、漆谷慶北大病院で1人、大南病院関係者の58歳男性、京畿道高陽市の明知病院で慢性肝疾患と末期腎不全を患っている35歳のモンゴル人が死亡。また、感染者に大韓航空の客室乗務員1人がいることもわかった。同日未明、コロナウイルス関連業務を担当していた韓国法務部所属の公務員1人は漢江にかかる銅雀大橋から投身自殺した。
2月26日、新たに284人の感染が確認され、うち駐韓米軍兵士1人も含まれる。同日、大邱市の啓明大東山病院で73歳男性が死亡。また、文在寅大統領が25日に大邱市を現場視察する際、同席した大邱市の副市長は後に濃厚接触者であることが判明した。
2月27日、新たに505人の感染が確認された。同日、入院待機中の74歳男性は大邱市内の自宅から嶺南大病院に搬送された後に死亡した。朝鮮日報によると、大邱市での感染者の急増により、26日時点で感染者300人以上は病院に入院できなくて自宅で入院待機する必要があった。
2月28日、新たに571人の感染が確認されており、これにより大邱市での感染者総数は1,500人を超えた。同日、大邱カトリック大病院で自宅隔離中の70歳女性、嶺南大病院で一般病院に入院中の63歳女性、大邱医療院で入院中の94歳女性が死亡。また、22日に退院した京畿道の感染者1人は再びウイルスの陽性反応が出たことも分かった。同日、ソウル市城東区の41歳女性職員の感染が確認されたため、同区役所が閉鎖された。当該職員は感染が確認された大韓イエス教長老会明声教会（同市江東区所在）の牧師と同じエレベーターに乗ったことにより感染したと見られる。
2月29日、新たに813人の感染が確認されており、これにより大邱市での感染者総数は2千人を超えた。同日、大邱市内の漆谷慶北大病院で77歳男性が死亡。

### 2020年3月
3月1日、新たに586人の感染が確認され、中に生後45日の乳児も含まれた。同日、ファティマ病院で77歳女性、慶北大病院で83歳男性、漆谷慶北大病院で80歳男性、大邱カトリック大病院で入院待機中の86歳女性、大邱市内の自宅で入院待機中の77歳女性が死亡。また、大邱市在住の50代日本人女性が感染したことも分かった。
3月2日、新たに599人の感染が確認され、同日午後12時時点での感染者は4,812人となった。そのうちに2月28日に瀋陽桃仙国際空港から仁川国際空港に入国したカトリック関東大学の中国人留学生1人も含まれた。中国メディアによると、当該留学生は遼寧省鉄嶺市昌図県の出身者で、2019年12月16日〜2020年2月28日までにずっと昌図県の実家に滞在していたという。同日、嶺南大病院で65歳男性、啓明大東山病院で86歳女性と79歳女性、慶北大病院で72歳男性、ファティマ病院で80歳男性、大邱カトリック大病院で78歳女性が死亡。
3月3日、午後12時時点で合計5,328人、うち大邱市での感染者は4,006人となった。同日、啓明大東山病院で78歳男性と84歳男性、慶北大病院で76歳男性、ファティマ病院で自宅で倒れた後に搬送されてきた78歳男性が死亡。
3月4日、午後12時時点で合計5,766人、新たに438人の感染が確認された。同日、漆谷慶北大病院で67歳女性、啓明大東山病院で72歳男性、大邱医療院で87歳女性が死亡。
3月5日、午後12時時点で合計6,284人、新たに518人の感染が確認された。また、前日に順天郷大付属亀尾病院で死亡した61歳男性の感染が確認された。同日、大邱ファティマ病院の緊急治療室で78歳男性、清道郡立老人療養病院で86歳女性、安東医療院で清道郡在住の84歳女性と星州郡在住の81歳男性、慶北大病院で68歳男性、大邱東山病院で大邱医療院から搬送されてきた67歳男性が死亡。
3月6日、午後12時時点で合計6,767人、新たに483人の感染が確認された。これにより大邱市内の感染者は5千人を超えた。同日、大邱市内の漆谷慶北大病院で80歳男性が死亡。また、4日に奉化郡の奉化ヘソン病院で死亡した太白市在住の91歳女性の感染も確認された。
3月7日、午後12時時点で合計7,134人、新たに367人の感染が確認された。うちに前日に漆谷慶北大病院で死亡した78歳男性の感染が確認された。同日、慶尚北道永川市の自宅から病院へ搬送中の78歳男性、大邱慶北大病院で83歳女性、嶺南大病院で76歳女性、大邱医療院で91歳の高齢者、金泉医療院で78歳女性、東国大慶州病院で慶尚北道慶山市在住の70歳男性が死亡。同日、慶尚北道亀尾市の工場に所属する従業員6人の感染により、サムスン電子は国内全工場を閉鎖し、ベトナムで増産すると発表した。
3月8日、午後12時時点で合計7,382人、新たに248人の感染が確認された。
3月9日、午後12時時点で合計7,513人、新たに131人の感染が確認された。同日、嶺南大病院で75歳男性、啓明大東山病院で69歳女性、慶北大病院で82歳男性、漆谷慶北大病院で63歳男性（元大邱市北区議会議長の李且寿）、大邱慶北大病院で77歳女性、嶺南大病院で60歳女性が死亡。
3月10日、午後12時時点で合計7,755人、新たに242人の感染が確認された。うちソウル市九老区のコールセンターで多数の感染者が出る事態が発生した。同日、大邱ファティマ病院で72歳男性、大邱医療院で84歳女性と80歳女性、大邱慶北大病院で認知症を患っている79歳女性が死亡。
3月11日、午後12時時点で合計7,869人、新たに114人の感染が確認された。全羅北道の円光大病院で大邱市達西区在住の84歳女性、大邱医療院で87歳男性、国立中央医療院で慶尚北道慶山市在住の73歳男性、金泉医療院で90歳女性、ファティマ病院で79歳男性が死亡。
3月12日、午後12時時点で合計7,979人、新たに110人の感染が確認された。同日、京畿道高陽市の明知病院で82歳男性、城南市医療院で77歳女性が死亡。
3月13日、午後12時時点で合計8,086人、新たに107人の感染が確認された。同日、大邱医療院で85歳男性、啓明大東山病院で75歳女性、慶州東国大病院で77歳女性、慶北大病院で86歳男性が死亡。
3月14日、午後12時時点で合計8,162人、新たに76人の感染が確認された。同日、釜山大病院で12日に入院していた清道郡在住の88歳女性、啓明大東山病院で86歳女性、慶北大病院で73歳女性が死亡。
3月15日、午後12時時点で合計8,236人、新たに74人の感染が確認された。同日、金泉医療院で清道郡の養護施設に入居していた82歳女性が死亡。
3月16日、午後12時時点で合計8,320人、新たに84人の感染が確認された。同日、慶北大病院で84歳男性、大邱ファティマ病院で肺がんも患っている慶山市在住の71歳男性と64歳女性、国立中央医療院で慶山市在住の82歳女性、大邱医療院で66歳男性、金泉医療院で91歳女性が死亡。
3月17日、午後12時時点で合計8,413人、新たに93人の感染が確認された。同日、金泉医療院で奉化郡在住の97歳女性、啓明大大邱東山病院で86歳男性、嶺南大病院で77歳女性、大邱医療院で79歳男性が死亡。
3月18日、午後12時時点で合計8,565人、新たに152人の感染が確認された。カトリック大病院で75歳女性と78歳男性、漆谷慶北大病院で76歳女性、慶山市在住の52歳男性、78歳男性、慶北大病院で64歳男性が死亡。また、嶺南大病院で亡くなった17歳男性については、検査の結果、数回の陽性反応が出たものの、最終的に陰性だと判明した。「コロナウイルスによる肺炎」と書かれた死亡診断書も回収され、死因を一般肺炎に変更された。
3月19日、午後12時時点で合計8,652人、新たに87人の感染が確認された。フェンシング韓国代表数人の感染が確認された。また、前日に清道老人療養病院で亡くなった81歳男性の感染も確認された。同日、啓明大大邱東山病院で81歳女性、慶北大病院で76歳男性が死亡。
3月20日、午後12時時点で合計8,799人、新たに147人の感染が確認された。同日、嶺南大病院で84歳男性、安東医療院で慶山市在住の83歳女性、浦項医療院で奉化郡在住の98歳女性、啓明大東山病院で92歳男性、大邱医療院で86歳女性、テシル療養病院で82歳女性、ハンサラン療養病院で78歳女性、大邱ファティマ病院で86歳男性が死亡。
3月21日、午後12時時点で合計8,897人、新たに98人の感染が確認された。同日、大邱カトリック大病院で84歳女性が死亡。
3月22日、午後12時時点で合計8,961人、新たに64人の感染が確認された。同日、大邱ファティマ病院で69歳女性、71歳男性と69歳男性、嶺南大病院で80歳男性、大邱医療院で87歳女性と89歳男性、慶北大病院で85歳女性、啓明大大邱東山病院で86歳女性2人、明知病院で85歳女性、安東医療院で91歳女性が死亡。
3月23日、午後12時時点で合計9,037人、新たに76人の感染が確認された。同日、大邱カトリック大病院で96歳女性、大邱医療院で82歳女性と91歳女性、円光大病院で慶尚北道聞慶市在住の60歳女性、嶺南大病院で64歳男性が死亡。
3月24日、午後12時時点で合計9,137人、新たに100人の感染が確認された。同日、嶺南大病院で81歳男性、大邱医療院で59歳女性、大邱慶北大病院で86歳男性、浦項医療院で77歳女性、大邱ファティマ病院で53歳男性、漆谷慶北大病院で慶尚北道在住の87歳女性、釜山市の高神大病院で79歳男性、啓明大東山病院で81歳女性が死亡。
3月25日、午後12時時点で合計9,241人、新たに104人の感染が確認された。同日、大邱ファティマ病院で80歳男性、安東医療院で79歳男性と81歳男性が死亡。
3月26日、午後12時時点で合計9,332人、新たに91人の感染が確認された。同日、安東医療院で83歳女性と奉化郡在住の86歳男性、啓明大東山病院で81歳男性と87歳男性、慶北大病院で67歳男性、漆谷慶北大病院で87歳男性、金泉医療院で91歳男性、国立中央医療院で慶尚北道在住の83歳男性、大邱医療院で87歳男性が死亡。
3月27日、午後12時時点で合計9,478人、新たに146人の感染が確認された。うち24人は空港検疫で感染が検出された。同日、大邱カトリック大病院で87歳男性、京畿道医療院水原病院で軍浦市在住の95歳女性、大邱ファティマ病院で義城郡在住の81歳女性、安東医療院で慶山市在住の91歳男性、釜山市で73歳男性、大邱医療院で87歳女性が死亡。
3月28日、午後12時時点で合計9,583人、新たに105人の感染が確認された。うち21人は空港検疫で感染が検出された。同日、大邱医療院で80代女性4人、啓明大東山病院で83歳女性、東国大慶州病院で85歳女性と義城郡在住の78歳女性、大邱ファティマ病院で78歳男性が死亡。
3月29日、午後12時時点で合計9,661人、新たに78人の感染が確認された。同日、大邱医療院で83歳男性と77歳女性、釜山医療院で大邱市の病院に入院していた82歳女性、安東医療院で86歳女性が死亡。
3月30日、午後12時時点で合計9,786人、新たに125人の感染が確認された。同日、議政府聖母病院で楊州市の老人ホームの入居者の75歳男性、釜山医療院で大邱市の病院に入院していた94歳女性、啓明大東山病院で98歳女性と65歳男性が死亡。

### 2020年4月
4月3日、大邱市で医師の死亡が確認され韓国で医療従事者の初めての死亡例となった。
4月6日、47人の感染を確認。
4月7日、47人の感染を確認。
4月8日、53人の感染を確認。
4月9日、39人の感染を確認。
4月30日、国内で確認された感染者が2月以降初めてゼロになる。

### 2020年5月
梨泰院のナイトクラブで160人以上の集団感染が起こる。

## 集団感染
韓国では、感染者の行動履歴の詳細を公開している。その情報からキリスト教会で集団感染が発生し、そのうち一人が老人福祉施設の食堂で食事をした結果、計5人が感染し、さらにその福祉施設の会員の感染が病院で確認されたが、その病院で院内感染が発生したという感染経路がわかっている。なお、感染者の行動履歴については、プライバシーの観点から、立ち寄り先のみの公開（一定期間経過後に削除）に縮小されている。

### 新天地イエス教証しの幕屋聖殿での集団感染
2020年2月20日、新天地イエス教証しの幕屋聖殿の教会で集団感染が確認された。2月25日時点で韓国の感染者893人のうち、半数以上がこの信徒らとその関係者だった。新天地の信徒は、家族や友人にも信徒であることを徹底的に隠しているため、実態解明が困難であると指摘されている。また、信者内のSNSのグループトークで他の教会に潜入して新型コロナウイルスを拡散させることが呼びかけられたことが暴露され、騒動となった。

### 梨泰院ナイトクラブでの集団感染
2020年5月7日、京畿道龍仁市在住の若い男性の感染が確認された。クラスター調査の結果、当該男性は5月1日深夜から2日未明にかけて、ソウル市内・梨泰院のナイトクラブなど5軒の店を訪問したことがわかった。ソウル市の朴元淳市長によると、5月11日時点でこれらのクラブに関連する感染者は全国で75人に上り、感染者が利用したクラブや宿泊施設の訪問者約2500人に連絡もできなかった。韓国の一部メディアは男性が訪問したクラブがゲイクラブだと報じたため、ネット上で性的少数者を攻撃する書き込みが多く、強制アウティングなどの人権侵害も危惧されており、実際に集団感染の原因となった男性が住むマンションには彼と彼の家族を非難する張り紙が貼られた。

### IM宣教会
2021年1月、プロテスタント系宣教団体「IM宣教会」が運営する大田にある非認可教育施設「IEM国際学校」と光州の「TCS国際学校」だけでも300人あまりの感染が確認された。

## 韓国政府の対応
韓国政府は感染を抑え込むために多くの検査と隔離を行い感染を追えるように国民に追跡アプリを提供している。
2020年3月19日、韓国政府は入国者に対し「特別入国措置」を取り始め、22日よりヨーロッパからの入国者全員を独立施設に送り、検査を実施する指針を出した。だが、22日から毎日1000人以上がヨーロッパから入国し、独立施設の収容人数はすぐに限界に達したため、24日には「自主隔離の上、入国3日以内に各地域の保健所で検査する」と方針を変えた。3月27日より、アメリカからの入国者に対しても同様な措置を行った。
2020年5月3日、新規感染者数が連日で低い水準で推移してきたので、韓国政府は同月6日から「生活防疫」への転換を発表した。
2020年4月14日、自主隔離違反者を初めて逮捕する。
2020年4月27日、自主隔離を守らない感染者が市中を出歩き新たな感染を起こした事例が相次いだことから韓国政府は違反者に対して電子バンドの着用を指示している。
2020年5月26日、隔離規則違反をした男が懲役4ヶ月の実刑判決を受け収監された。公共交通機関、タクシーを使用する場合のマスク着用の義務化が始まる。
2020年6月1日、供給が安定したことからマスク購入の制限であるマスク5部制を終了する。

## ワクチン接種
2021年2月10日、食品医薬品安全処がアストラゼネカのワクチンを承認した。
2021年2月26日、療養型医療施設の入所者や医療従事者を対象にワクチンの接種が開始された。

## 新型コロナウイルス感染が公表された韓国の主な著名人
- チョン・グァンフン -（宗教家）
- ユナク（超新星） - アイドル[201]
- パク・セリ -（元ゴルフ選手）
- パク・テファン -（元水泳選手）
- キム・ヒジェ - (歌手)
- ハニ (EXID) - アイドル
- チャン・ソンギュ - (タレント)
- ユン・ジョンヒ - (女優)
- キム・ジウン - (女優)
- チョン・ウソン - (俳優)
- キム・スロ - (俳優)
- ソン・ジュノ - (俳優)
- イェ・ジウォン - (俳優)
- チ・チャンウク - (俳優)
- イム・チャンジョン - (歌手)
- チャン・ミンホ -（歌手）
- イ・ジエ - (元アナウンサー、タレント)
- キム・ヨハン - (元バレーボール選手)
- ハ・スンジン - (元バスケットボール選手)
- ユン・ドンシク -（総合格闘家）
- モ・テボム -（スピードスケート選手)
- ジョンウォン (ENHYPEN) - アイドル
- ヒスン (ENHYPEN) - アイドル
- ジェイ (ENHYPEN) - アイドル
- ジェイク (ENHYPEN) - アイドル
- ソンフン (ENHYPEN) - アイドル
- ニキ (ENHYPEN) - アイドル
- ソヌ (ENHYPEN) - アイドル
- シウミン (EXO) - アイドル
- カイ (EXO) - アイドル
- ディオ (EXO) - アイドル
- ビト (UP10TION) - アイドル
- コギョル (UP10TION) - アイドル
- シャオ (UP10TION) - アイドル
- クン (UP10TION) - アイドル
- ジェヒョン (Golden Child) - アイドル
- チャンジュン (Golden child) - アイドル
- ソ・ジョンファン (TREASURE) - アイドル
- ドヨン (TREASURE) - アイドル
- ヨシ (TREASURE)‐アイドル
- チェ・ヒョンソク (TREASURE) - アイドル
- ジュンギュ (TREASURE) - アイドル
- マシホ (TREASURE) - アイドル
- ジンジン (ASTRO) - アイドル
- ムンビン (ASTRO) - アイドル
- ユンサナ (ASTRO) - アイドル
- チャウヌ (ASTRO) - アイドル
- ミンヒョク (BTOB) - アイドル
- ウングァン (BTOB) - アイドル
- イム・ヒョンシク (BTOB) - アイドル
- チャンソプ (BTOB) ‐ アイドル
- プニエル (BTOB) ‐ アイドル
- ソンジェ (BTOB) ‐ アイドル
- RM (BTS) - アイドル
- JIN (BTS) - アイドル
- SUGA (BTS) - アイドル[202]
- JIMIN (BTS) - アイドル
- V (BTS) - アイドル
- J-HOPE (BTS) - アイドル
- JUNG KOOK (BTS) - アイドル
- ソン・ガイン - (歌手)
- ヨンジ (元KARAメンバー) - アイドル
- ジス (BLACKPINK) - アイドル
- リサ (BLACKPINK) - アイドル
- ロゼ (BLACKPINK) - アイドル
- チャン・ウォニョン (IVE、元IZ*ONEメンバー、歌手) - アイドル
- アン・ユジン (IVE、元IZ*ONEメンバー、歌手) - アイドル
- クォン・ウンビ (元IZ*ONEメンバー、歌手) - アイドル
- キム・ミンジュ (元IZ*ONEメンバー、歌手) - アイドル
- チョ・ユリ （元IZ*ONEメンバー、歌手）-　アイドル
- イ・チェヨン (元IZ*ONEメンバー、歌手) - アイドル
- ソ・イニョン - (歌手)
- シヒョン (EVERGLOW) - アイドル
- イロン (EVERGLOW) - アイドル
- キム・ギドク - (映画監督) 滞在先のラトビアで2020年12月11日、新型コロナウイルスに感染した後死去した。
- コ･ピョンギョ - (俳優)
- シェン・シャオティン (Kep1er) - アイドル
- 坂本舞白 (Kep1er) - アイドル
- キム・チェヒョン (Kep1er) - アイドル
- カン・イェソ (Kep1er) - アイドル
- ソ･ヨンウン (Kep1er) - アイドル
- ジェハン (OMEGA X) - アイドル
- ハンギョム (OMEGA X) - アイドル
- ジェヒョン (OMEGA X) - アイドル
- ジョンフン (OMEGA X) - アイドル
- ウニョク (SUPER JUNIOR) - アイドル
- キュヒョン (SUPER JUNIOR) - アイドル
- JAY (iKON) - アイドル
- SONG (iCON) - アイドル
- DK (iKON) - アイドル
- JU-NE (iKON) - アイドル
- CHAN (iKON) - アイドル
- ウィッシュ (EPEX) - アイドル
- アミン (EPEX) - アイドル
- ジェフ (EPEX) - アイドル
- エリック (THE BOYZ) - アイドル
- ヨンフン (THE BOYZ) - アイドル
- ヒョンジェ (THE BOYZ) - アイドル
- チュ・ハンニョン (THE BOYZ) - アイドル
- サンヨン (THE BOYZ) - アイドル
- ソヌ (THE BOYZ) - アイドル
- HOONY (WINNER) - アイドル
- ジヌ (WINNER) - アイドル
- YOON （WINNER）- アイドル
- SUMMER CAKE - (歌手)
- キム・ドンハン (WEi) - アイドル
- ユ・ヨンハ (WEi) - アイドル
- カン・ソクファ (WEi) - アイドル
- ヒョリン (元SISTAR) - (歌手)
- チョン・ソナ - (女優)
- オムジ (VIVIZ) - アイドル
- ウナ (VIVIZ) - アイドル
- シンビ (VIVIZ) - アイドル
- ユビン (OH MY GIRL) - アイドル
- ヒョジョン (OH MY GIRL) - アイドル
- ユア (OH MY GIRL) - アイドル
- スンヒ (OH MY GIRL) - アイドル
- ミミ (OH MY GIRL) ‐ アイドル
- アリン (OH MY GIRL) - アイドル
- ミニョン (Brave Girls) - アイドル
- ユジョン (Brave Girls) - アイドル
- ウンジ (Brave Girls) - アイドル
- ユナ (Brave Girls) - アイドル
- チョ・セホ - (タレント)
- イ・サンユン - (俳優)
- ユ・ジェソク - (タレント)
- パク・ジュヒョン - (女優)
- チャ・ジュノ (DRIPPIN) - アイドル
- イ・ヒョプ (DRIPPIN) - アイドル
- ファン・ユンソン (DRIPPIN) - アイドル
- チュ・チャンウク (DRIPPIN) - アイドル
- ホン・チョル - (サッカー選手)
- ジュイ (MOMOLAND) - アイドル
- ヘビン (MOMOLAND) - アイドル
- ナンシー (MOMOLAND) - アイドル
- キム・ジェファン (Wanna One) - アイドル
- イ・チュンジュ - (俳優)
- シアン (T1419) - アイドル
- ゴヌ (T1419) - アイドル
- ボラ (Cherry Bullet) - アイドル
- ヘユン (Cherry Bullet) - アイドル
- チョン・イル - (俳優)
- リヘイ (CocaNButter) - アイドル
- ガガ (CocaNButter) - アイドル
- オク・ジュヒョン - (女優)
- ゴヌ (JUST B) - アイドル
- キム・サンウ (JUST B) - アイドル
- イム・ジミン (JUST B) - アイドル
- JM (JUST B) - アイドル
- キム・ジュンス - (歌手、俳優)
- パク・ソダム - (女優)
- キム・ヘジュン - (女優)
- イ・ビョンホン - (俳優)
- イ・ミンジョン - (女優)
- TABLO (EPIK HIGH) - (音楽グループ)
- イ・ジフン - (俳優・歌手)
- イ・ソヨン (fromis 9) - アイドル
- ヤン・セチャン - (タレント)
- キム・ジョングク - (歌手)
- ベ・ジニョン (CIX) - アイドル
- チョン・ヒョンム - (タレント)
- チョ・グォン (2AM) - アイドル
- チョン・ジヌン (2AM) - アイドル
- イム・スロン (2AM) - アイドル
- キム・ジュノ -  (タレント)
- エスクプス (SEVENTEEN) - アイドル
- ウォヌ (SEVENTEEN) - アイドル
- HOSHI (SEVENTEEN) - アイドル
- バーノン (SEVENTEEN) - アイドル
- スングァン (SEVENTEEN) - アイドル
- ドギョム (SEVENTEEN) - アイドル
- THE 8 (SEVENTEEN) - アイドル
- ジョシュア (SEVENTEEN) - アイドル
- ジュン (SEVENTEEN) - アイドル
- ジョンハン (SEVENTEEN) - アイドル
- ディノ (SEVENTEEN) - アイドル
- ミンギュ (SEVENTEEN) - アイドル
- イ・ヨンビン (BLANK2Y) - アイドル
- キム・テウ (BLANK2Y) - アイドル
- パク・ドンヒョク (BLANK2Y) - アイドル
- パク・シウ (BLANK2Y) - アイドル
- ジョン・ヨンファ (CNBLUE) - アイドル
- セリム (CRAVITY) - アイドル
- アレン (CRAVITY) - アイドル
- ジョンモ (CRAVITY) - アイドル
- ウビン (CRAVITY) - アイドル
- ミニ (CRAVITY) - アイドル
- ヒョンジュン (CRAVITY) - アイドル
- テヨン (CRAVITY) - アイドル
- ソンミン (CRAVITY) - アイドル
- リア (ITZY) - アイドル
- イェジ（ITZY）- アイドル
- チェリョン (ITZY) - アイドル
- リュジン (ITZY) - アイドル
- ダン（KINGDOM）- アイドル
- ハンビン（TEMPEST）- アイドル
- ヒョンソプ（TEMPEST）- アイドル
- ヒョク（TEMPEST）- アイドル
- ウンチャン（TEMPEST）- アイドル
- LEW（TEMPEST）- アイドル
- ファラン（TEMPEST）- アイドル
- テレ（TEMPEST）- アイドル
- ムン・セユン - (タレント)
- キム・ジュノ - (タレント)
- キム・ソンジュ - (タレント)
- イ・スジン (Weeekly) - アイドル
- SAN (ATEEZ) - アイドル
- キム・ジミン - (タレント)
- パク・ウジン (AB6IX) - アイドル
- イ・スンギ - (俳優)
- スビン (TOMORROW X TOGETHER) - アイドル
- ヨンジュン (TOMORROW X TOGETHER) - アイドル
- ヒュニンカイ (TOMORROW X TOGETHER)
- ミヨン ((G)I-DLE) - アイドル
- チョン・ドンウォン - (歌手)
- ベイ (NMIXX) - アイドル
- ソリュン (NMIXX) - アイドル
- ジニ (NMIXX) - アイドル
- キム・ジョンミン - (歌手)
- HARRY-JUNE (DKB) - アイドル
- E-CHAN (DKB) - アイドル
- D1 (DKB) - アイドル
- GK (DKB) - アイドル
- LUNE (DKB) - アイドル
- チェ・ジョンヒョプ - (俳優)
- チャン・ソンギュ - (タレント)
- イ・サンヨプ - (タレント)
- ソラ (宇宙少女) - アイドル
- ウンソ (宇宙少女) - アイドル
- エクシ (宇宙少女) - アイドル
- ダヨン (宇宙少女) - アイドル
- ダウォン (宇宙少女) - アイドル
- ルダ (宇宙少女) - アイドル
- ヨンジョン (宇宙少女) - アイドル
- チョ・ウォンサン (LUCY) - アイドル
- シン・グァンイル (LUCY) - アイドル
- イ・ミジュ (LOVELYZ) - アイドル
- Jessi - (歌手)
- チョ・スンヨン - (歌手)
- ジンホ (PENTAGON) - アイドル
- シンウォン (PENTAGON) - アイドル
- ヨウォン (PENTAGON) - アイドル
- ウソク (PENTAGON) - アイドル
- ユウト (PENTAGON) - アイドル
- ハン・ジサン - (俳優)
- パク・ソジュン - (俳優)
- ソン・ウニ - (タレント)
- チャン・ドンミン - (タレント)
- ソラ (MAMAMOO) - アイドル
- イ・ジュニョン (元U-KISS) - アイドル
- ピョル - (歌手) 歌手で、タレントのハハは夫にあたる。
- シン・へソン - (女優)
- イ・ジュンヨン - (俳優)
- イ・ドンジュン - (サッカー選手)
- ソン・ヒョンジュ - (俳優)
- パク・チョロン (Apink) - アイドル
- ウンジ (Apink) - アイドル
- ハヨン (Apink) - アイドル
- ユン・ボミ (Apink) - アイドル
- キム・ナムジュ (Apink) - アイドル
- ハスル (今月の少女) - アイドル
- ヨジン (今月の少女) - アイドル
- ビビ (今月の少女) - アイドル
- ヒジン (今月の少女) - アイドル
- キムリップ (今月の少女) - アイドル
- ジンソル (今月の少女) - アイドル
- チェリ (今月の少女) - アイドル
- イヴ (今月の少女) - アイドル
- チュウ (今月の少女) - アイドル
- ゴウォン (今月の少女) - アイドル
- オリビアヘ (今月の少女) - アイドル
- キム・ドンヒョン - (タレント)
- チェ・ソンミン - (お笑いタレント)
- イ・グクジュ - (お笑いタレント)
- イム・セジュン (VICTON) - アイドル
- キー (SHINee) - アイドル
- チョン・ヒョンドン - (お笑いタレント)
- キム・アラン - (ショートトラックスピードスケート選手)
- キム・テリ - (女優)
- ジコ - (Block B) - アイドル
- ピオ - (Block B) - アイドル
- キム・ブギョム - (政治家・国務総理)
- イ・セヒ - (女優)
- ユン・バク - (俳優)
- チョン・ジェウォン - (スピードスケート選手)
- ファン・グァンヒ (ZE:A) - アイドル
- キム・ヨンチョル - (タレント)
- シン・ドンヨプ - (タレント)
- ミンヒョン (NU'EST) - アイドル
- キム・ヒョナ - (歌手)
- イ・ジヘ - (女優・タレント、元S＃arpのメンバー)
- キム・シニョン - (パーソナリティー、タレント)
- ハハ - (歌手・タレント)
- ホ・ソンテ - (俳優)
- チョンハ - (歌手)
- ユン (STAYC) ‐ アイドル
- チョン・セウン - (歌手)
- オ・セフン - (政治家、ソウル特別市長)
- アーサー (KINGDOM) - アイドル
- ムジン (KINGDOM) - アイドル
- アイリーン (Red Velvet) - アイドル
- ジョイ (Red Velvet) - アイドル
- イェリ (Red Velvet) - アイドル
- スルギ (Red Velvet) - アイドル
- ウェンディ - アイドル
- ユジン (IVE) - (アイドル)
- ガウル (IVE) - アイドル
- リズ (IVE) - (アイドル)
- イソ (IVE) - (アイドル)
- イ・ガンソン (GHOST9) - アイドル
- ソン・ジュンヒョン (GHOST9) - アイドル
- キム・ヨンジ (女優、元SeeYaメンバー)
- キム・ソンギュ - (俳優)
- ソン・ヘ - (タレント) 現役最高齢のタレント。2022年6月8日に95歳で死去した。
- ユンナ - (歌手)
- チュ・ギョンホ - (国会議員)
- クォン・ヨンセ - (副委員長)
- チャン・ギハ - (歌手)
- noze - (ダンサー)
- チャンビン (Stray Kids) - アイドル
- カンミン (VERIVERY) - アイドル
- ケヒョン (VERIVERY) - アイドル
- ミンチャン (VERIVERY) - アイドル
- ヨンホ (VERIVERY) - アイドル
- ヨホン (VERIVERY) - アイドル
- HEYNE (ヘイニ) - (歌手)
- ヨ・ジング - (俳優)
- チョン・ソミン - (女優)
- キム・セジョン - (歌手、元gugudanのメンバー)
- キム・グラ - (タレント)
- イレ (PURPLE KISS) - アイドル
- ドシ (PURPLE KISS) -　アイドル
- ユキ (PURPLE KISS) - アイドル
- ジュノ (2PM) - アイドル
- Jun. K (2PM) - アイドル
- ソン・テジン - (ポッペラ歌手)
- ヒョンウォン (MONSTA X) - アイドル
- キヒョン (MONSTA X) - アイドル
- ジュホン (MONSTA X) - アイドル
- DinDin - (歌手)
- オ・サンジン - (タレント)
- ユ・テヤン (SF9) - アイドル
- チ・ソヨン - (サッカー選手)
- チョ・ギュソン - (サッカー選手)
- ペク・スンホ - (サッカー選手)
- キム・ジンギュ - (サッカー選手)
- スユン (Rocket Punch) - アイドル
- ユンギョン (Rocket Punch) - アイドル
- イ・ギグァン (HIGHLIGHT) - アイドル
- ヤン・ヨソプ (HIGHLIGHT) - アイドル
- ソン・ジイン - (女優)
- ジヒョ (TWICE) - アイドル
- ナヨン (TWICE) - アイドル
- モモ (TWICE) - アイドル
- サナ (TWICE) - アイドル
- ミナ (TWICE) - アイドル
- ツウィ (TWICE) - アイドル
- カン・ミンヒョク (CNBLUE) - アイドル
- クァク・ドウォン - (俳優)
- イ・ソクフン (SG Wannabe) - アイドル
- ヨンジェ (GOT7) - アイドル
- スヒョン (Billlie) - アイドル
- シユン (Billlie) - アイドル
- ホ・ウン - (バスケットボール選手)
- イ・スンユン - (歌手)
- オン・ソンウ -（元Wanna Oneメンバー、歌手、俳優）
- キム・ジェファン - (元Wanna　Oneメンバー、歌手)
- ハ・ソンウン - (元Wanna Oneメンバー、歌手、俳優)
- チソン (NCT) - アイドル
- テイル (NCT) - アイドル
- マーク - (NCT) - アイドル
- ロンジュン (NCT) - アイドル
- ジャニー (NCT) - アイドル
- ジェヒョン (NCT) - アイドル
- ユン・ジョンシン - (歌手)
- ダミ (DREAMCATCHER) - アイドル
- ソンソン (TRI.BE) - アイドル
- ケリー (TRI.BE) - アイドル
- ヒョンビン (TRI.BE) - アイドル
- ジア (TRI.BE) - アイドル
- ミレ (TRI.BE) - アイドル
- チャンミン (東方神起) - (歌手、俳優)
- ユンホ (東方神起) - (歌手、俳優)
- ソ・ジソプ - (俳優)
- イ・テリ - (俳優)
- イ・ムジン - (歌手)
- レイ (IVE) - アイドル
- スヒョン (U-KISS) - アイドル
- キム・テギュン (Ｃultwo) - お笑い芸人
- ゴンチャン (B1A4) - アイドル
- キム・ジュンソ (WEi) - アイドル
- シウォン (SUPER JUNIOR) - アイドル
- スミン (STAYC) - アイドル
- シウン (STAYC) - アイドル
- アイサ (STAYC) - アイドル
- セウン (STAYC) - アイドル
- ジェイ (STAYC) - アイドル
- カン・ギヨン - (俳優)
- BoA - (歌手)
- ソヒョン (少女時代) - アイドル
- サニー (少女時代) - アイドル
- チョン・スンファン (ATBO) - アイドル
- イ・ギョンギュ -（お笑い芸人）
- キム・ドヨン (Weki Meki) - アイドル
- キム・ユナ (紫雨林) - (バンド)
- JR (NU'EST) - アイドル
- キム・ジェヒョン (N.Flying) - (バンド)
- ホ・ユンジン (LE SSERAFIM) - (アイドル)
- サクラ (LE SSERAFIM) ‐ (アイドル)
- イ・ヨニ - (女優)